# Bernard Rémédi
Bernard Rémédi   (setembre 1953) és un polític nord-català del partit DVD, que va ser alcalde de Prats de Molló de 1995 a 2014.
El 2002, va patrocinar la candidatura de Jean Saint-Josse per a les eleccions presidencials del 2002. El 2007, va patrocinar la candidatura de Frédéric Nihous per a les eleccions presidencials del 2007. El 2011, es va presentar juntament amb Jean-Paul Alduy, el senador sortint a les eleccions senatorials de 2011. Aquest últim no va ser reelegit. El 2014, va decidir no presentar-se més a les eleccions, deixant el lloc al seu primer adjunt Claude Ferrer. El 2023, va formar part del grup català rebut per la família reial monegasca. Durant el seu mandat, nomenarà Paulette Dehoux, una antiga combatent de la resistència francesa, ciutadana honorària de la ciutat.